# Beròides
Els beròides (Beroida) són un ordre de ctenòfors, l'únic de la classe dels nudes (Nuda). Es caracteritzen per no tenir tentacles, a diferència de l'altra classe de ctenòfors, els tentaculats.

## Taxonomia
Els beròids inclouen una sola família, Beroidae, amb dos gèneres:
- Gènere Beroe Browne, 1756
- Gènere Neis Lesson, 1843